# Acacia filicifolia
Acacia filicifolia — вид квіткових рослин з родини бобових. Ареал: Австралія (Новий Південний Уельс, Квінсленд).

## Середовище проживання
Росте в лісі на піщаному ґрунті, часто в балках і струмках. Здебільшого зустрічається на узбережжі та прилеглих плоскогір’ях.

## Біоморфологічна характеристика
Це прямовисний кущ або дерево, яке досягає висоти 3–14 метрів і має гладку сіру або темно-коричневу кору, на якій з віком утворюються тріщини. Менші гілки більш-менш циліндричні з тонкими поздовжніми виступами. Листки складні з черешком довжиною 7–23 мм з від однієї до п’яти помітних залоз. Суцвіття — розгалужена волоть із квітками в кулястих головах на квітконіжках завдовжки 2–4 мм. Кожна голова має діаметр 3–6 мм і складається з п’ятнадцяти-тридцяти окремих жовтих або яскраво-жовтих квіток. Цвітіння відбувається з липня по жовтень. Плоди — боби 35–130 × 6–17 мм.